# Par (golf)

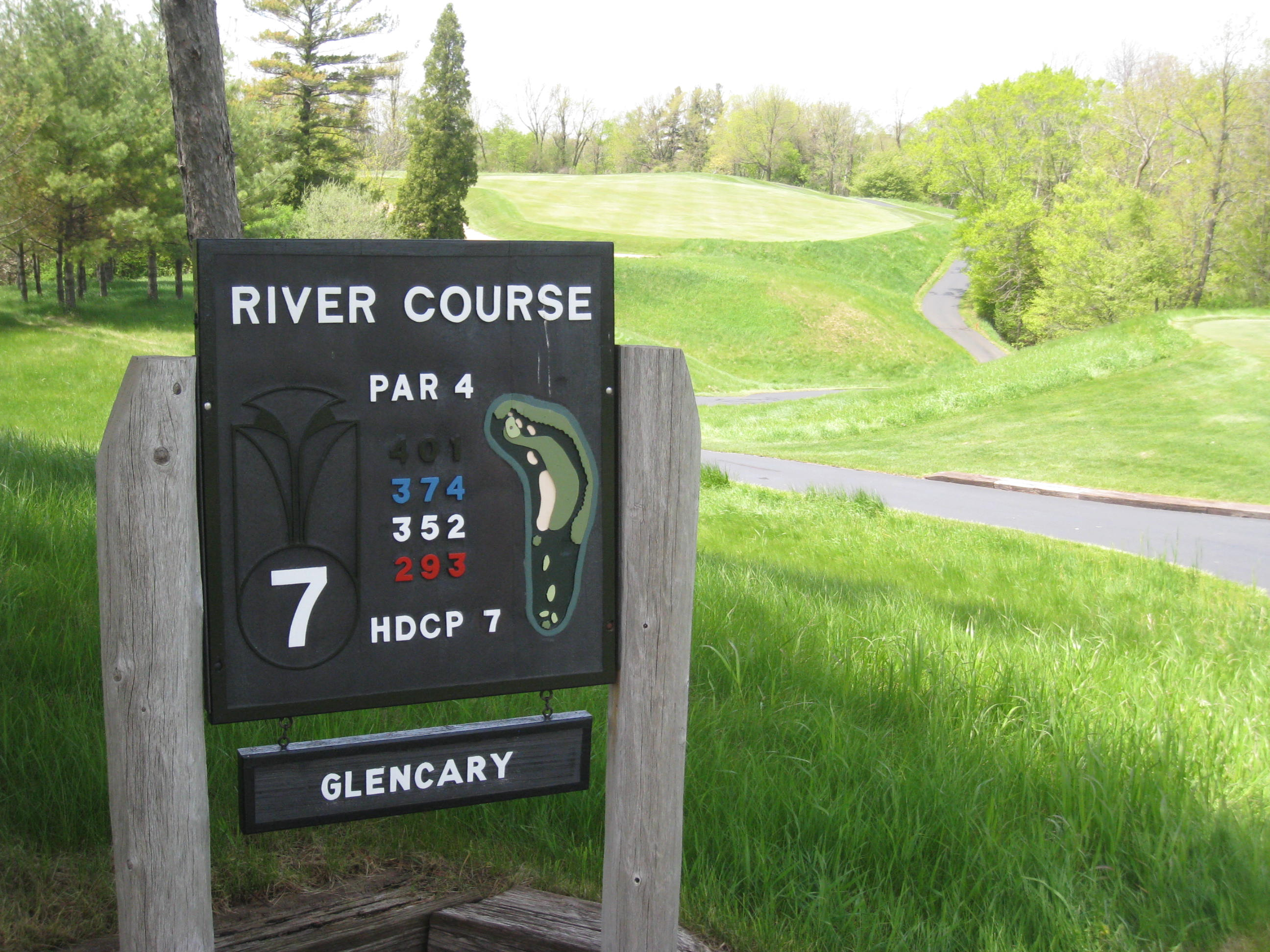
En tavla vid The River Course at Blackwolf Run i Kohler i Wisconsin, som visar att det sjunde hålet är ett par 4-hål.

Par är inom golf det förutbestämda antal slag som en scratchspelare (eller spelare med handicap 0) bör klara ett hål, en runda (summan av alla håls par) eller en turnering (summan av  alla rundors par) på. Par är den centrala komponenten i slagspel, den vanligaste typen av spel i professionella golftävlingar. Termen används också i golfliknande sporter som discgolf, med samma betydelse.

## Par av ett hål
Längden av ett hål från tee till flaggan bestämmer huvudsakligen dess par. Varje hål tilldelas nästan undantagslöst ett par-värde mellan tre och fem. Andra relevanta faktorer vid fastställandet av ett håls par är terräng och hinder (exempelvis träd, vattenhinder, kullar eller byggnader) som kan kräva en golfare att slå fler (eller färre) slag.

### Par 3-hål
Par 3-hål är i regel 230 meter eller mindre för män och 190 meter eller mindre för kvinnor. De är utformade så att spelaren skall kunna nå green på det första slaget – vilket innebär att det måste vara en rät linje från tee genom fairway till green – och håla bollen med två puttar. En golfbana med 18 hål har vanligtvis 4 av dessa korta hål.

### Par 4-hål
Par 4-hål är i regel 230–411 meter för män och 193–366 meter för kvinnor. De är utformade så att spelaren skall kunna slå ut bollen på fairway och nå green på det andra slaget, och sedan håla bollen med två puttar. Fairway på par 4-hål kan böjas en gång – sådana hål kallas för dogleg. Par 4-hål utgör lejonparten av en golfbana, vanligen 10 av 18 hål.

### Par 5-hål
Par 5-hål är i regel 412–631 meter för män och 367–526 meter för kvinnor. De är utformade så att spelaren skall kunna slå ut bollen på fairway, återigen spela bollen från fairway och nå green på det tredje slaget, vartefter två puttar tillkommer. Fairway på par 5-hål kan böjas två gånger (dubbel dogleg), men den leder vanligtvis rakt fram. Det längsta par 5-hålet i Europa ligger i Golfpark Leinetal des Golf und Country Clubs Leinetal Einbeck i Tyskland och mäter 615 meter för män, men fortfarande 556 meter för kvinnor. En golfbana med 18 hål har vanligtvis 4 av dessa långa hål.

### Par6-hål
Par 6-hål är i regel 632 meter eller mer för män och 526 meter eller mer för kvinnor. Par 6-hål är sällsynta, och har i regel grunder i en offentlig vädjan i professionella turneringar och även semiprofessionella amatörer som nästan alltid är begränsade till par 3–5. I Europa finns det flera par 6-hål: Det längsta ligger i Penati Golf Resort i Slovakien (716 meter). De andra ligger bl.a. i PGA New Course i Himmerland Golf Resort i Danmark (621/547 meter), Kungälv-Kode GK i Sverige (651/625 meter), Hinton Golf Club/ Sofiedal (607/567) i Sverige, Sisjö Golfklubb i Sverige (587 meter), samt golfklubben Limpachtal i Schweiz (666/552 meter). På Asian Tour spelades ett 800 meter långt par 6-hål 2005, vilket orsakade kritik från traditionalister.

### Par7-hål
Par 7-hål förekommer i ännu mer extremt sällsynta fall. Ett par 7-hål finns exempelvis i Gunsan Country Club i Sydkorea. Par 7-hål erkänns dock inte av United States Golf Association (USGA). Det finns inga hål med par 8 eller högre.

## Parav en golfbana
En golfbanas par är summan av alla dess håls par. Typiska mästerskapsbanor har par 72, bestående av fyra par 3-hål, tio par 4-hål och fyra par 5-hål. Parivärdet av en mästerskapsbana kan dock vara så högt som 73 och så lågt som 69. De flesta 18-hålsbanor som inte är avsedda för mästerskap har ett nominellt parivärde nära 72, men vissa har ett lägre parivärde. Golfbanor med par över 73 är sällsynta. Golfbanor som är byggda på en relativt liten areal utformas ofta som par 3-banor där varje hål (eller nästan varje hål) är ett par 3-hål, vilket ger ett totalt par på 54.

## Score
En golfares score jämförs med parscore. Om en golfbana har par 72 och en golfare får 75 slag på en runda, är rapporterat score +3, eller ”tre över par”, och han eller hon behöver då tre slag mer än par för att fullborda rundan. Om en golfare får 70 slag, är rapporterat score −2 eller ”två under par”.
Turneringsscore rapporteras genom att räkna samman score i förhållande till par i varje runda (det är oftast fyra rundor i professionella turneringar). Om var och en av rundorna har ett par på 72, skulle turneringens par vara 288. Om en golfare exempelvis skulle få 70 slag på den första omgången, 72 på den andra rundan, 73 på den tredje och 69 på den fjärde, skulle det ge ett turneringsscore på 284, eller ”fyra under par”.

### Hålscore
Score per hål rapporteras på samma sätt som score per bana. Olika namn ges vanligen till score i förhållande till par:
- Bogey – 1 över par
- Par – innebär att golfaren får lika många slag som hålets parvärde
- Birdie – 1 under par
- Eagle – 2 under par
- Albatross – 3 under par
- Kondor – 4 under par

En term som inte tar hänsyn till hålets par är hole-in-one, vilket innebär att bollen går i hålet från första slaget från tee.